# Penticton Indian Reserve 1
Penticton Indian Reserve 1 (franska: Réserve indienne Penticton 1) är ett reservat i Kanada.   Det ligger i provinsen British Columbia, i den södra delen av landet, 3 300 km väster om huvudstaden Ottawa.
I omgivningarna runt Penticton Indian Reserve 1 växer i huvudsak barrskog. Runt Penticton Indian Reserve 1 är det mycket glesbefolkat, med 7 invånare per kvadratkilometer.